# Conisania renati
Conisania renati is een vlinder uit de familie uilen (Noctuidae). De wetenschappelijke naam is voor het eerst geldig gepubliceerd in 1890 door Oberthur.
De soort komt voor in Europa.